# Lysiteles corrugus
Lysiteles corrugus là một loài nhện trong họ Thomisidae.
Loài này thuộc chi Lysiteles. Lysiteles corrugus được miêu tả năm 2008 bởi Guo Tang et al..